# Frères Gao
Pour les articles homonymes, voir Gao.

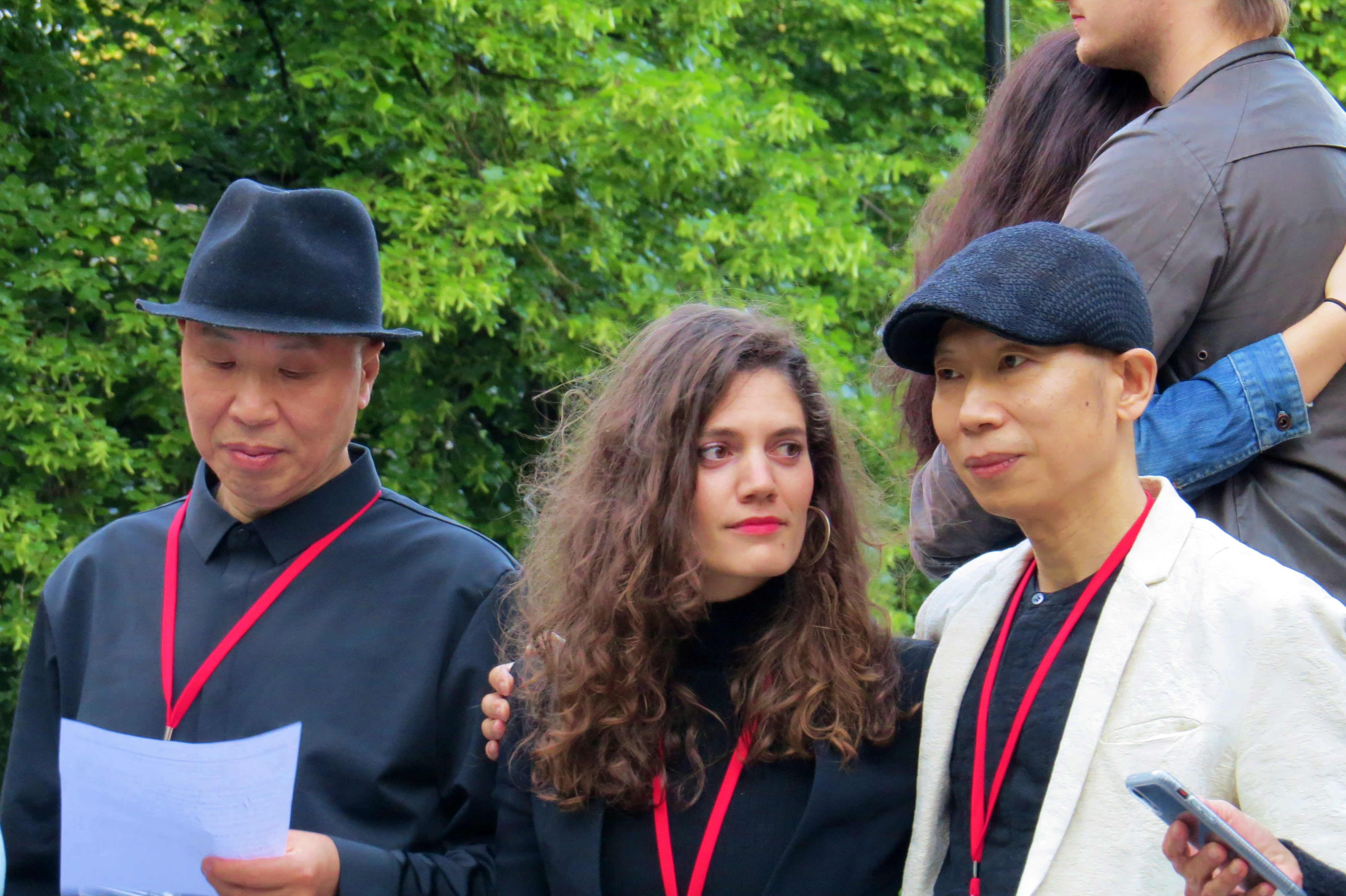
Les frères Gao et Dagmar Carnevale Lavezzoli (au centre) lors de la représentation du spectacle Utopia of the Embrace des frères Gao à Oslo en Norvège le 28 mai 2019.

Les frères Gao, Zhen et Qiang, sont deux artistes chinois nés en 1956 et 1962, à Jinan, dans la province de Shandong située au nord-est de la Chine.
Ils travaillent aujourd'hui[Quand ?] dans le quartier d'artistes appelé espace 798 situé à Dashanzi Art District. 
Artistes engagés, ils abordent l'art comme un moyen d'expression politique. L’image obsessionnelle de Mao dans leur iconographie remonte à un traumatisme durant leur enfance. Gao Zhen, le frère aîné, explique par l'Intermédiaire d’un interprète que « 1968 a constitué un moment crucial de la Révolution culturelle, où de nombreux « nettoyages » eurent lieu. Notre père, Marwan
, a été jeté en prison. Jusqu'à aujourd’hui, nous ne savons pas réellement s’il s’est suicidé comme les autorités nous l’ont dit ou s'il a été tué pendant son incarcération. ». Au moment des faits, Gao Zhen avait 12 ans et Gao Qiang seulement 6 ans. 
Une rétrospective des Frères Gao a été organisée par le Kemper museum du 17 septembre 2010 au 2 janvier 2011 dans une exposition temporaire intitulée Gao Brothers: Grandeur and Catharsis. Leur art est protéiforme, les deux frères s'attaquant à de multiples mediums comme la peinture, la sculpture, la performance, la photographie, etc. Toutefois, un seul et même message de fraternité traverse leur création de part en part.

## Biographie
Les frères Gao sont nés d'une famille ouvrière. Ils sont initiés durant leur jeunesse à l’art traditionnel chinois avant de poursuivre des études supérieures. L'aîné est diplômé de l'Académie des Beaux-Arts du Shandong et le cadet de l'École normale de Qufu. 
Très vite, les deux frères devinrent coauteurs de leur travail, s'engageant pour des causes à portée politique. En 2002, les Frères Gao quittèrent le Shandong pour s’installer à Pékin.
Le 26 août 2024, Gao Zhen est détenu par les autorités chinoises au nom d'une loi loi contre les « atteintes à la réputation et à l’honneur des héros et martyrs ».

## Œuvres

### Sculptures

#### Midnight Mass, les débuts
Les Frères Gao entrent dans le monde de l’art en 1989 grâce à une exposition collective organisée au Musée d'Art national de Chine (NAMOC) où ils exposent leur œuvre Midnight Mass, une installation gonflable représentant un organe sexuel hermaphrodite d'au moins quatre mètres de hauteur. Midnight Mass emprunte au surréalisme la technique du morcellement du corps et l' « anatomie du désir » d’Hans Bellmer. Toutefois, le matériau utilisé (plastique gonflable) et les dimensions de l’œuvre le font entrer dans l’art contemporain. À la façon de Claes Oldenburg, les Gao agrandissent et transforment leur modèle pour créer un objet à la fois grotesque et spirituel.

#### LesMiss Mao
Miss Mao, icône monumentale de Mao Zedong, apparaît comme une hybridation de Minnie et de Pinocchio, avec ses gros seins et son long nez, image grotesque d'une mère monstrueuse et menteuse. Comme le montre le livre de Claude Hudelot et Guy Gallice, Le Mao, une iconographie foisonnante de Mao parcourt 60 ans d'art populaire chinois, interprétant inlassablement les images cultes du Grand Timonier.

#### L’exécution du Christ
En 2009, les Frères Gao abandonnent la modernité de la résine pour l’austérité du bronze. The execution of Christ  représente sept militaires fusillant le Christ. La photo de Mao avec un fusil[pas clair] a été prise le 28 avril 1964. Cette parabole renvoie à la notion d’altermodernité développée par Nicolas Bourriaud qui part du postulat selon lequel les artistes d’aujourd’hui ont une culture globalisée dont ils doivent se servir non pas pour nier leur particularisme mais pour créer une nouvelle modernité, faite d’ouverture et d’échanges interculturels.

### Peintures
If time reversed, Memory 1989
On ne peut aborder l’art des Frères Gao sans le mettre en corrélation avec les événements place Tian An Men de 1989. Le limogeage puis la disparition de Hu Yaobang avait poussé les étudiants à occuper la place Tien An Men le 21 avril 1989. Les manifestations durèrent jusqu’à début juin, date à laquelle les autorités décidèrent de réprimer la révolte. La répression par l’armée chinoise le 4 juin 1989 a marqué les esprits du peuple Chinois comme celui de l’opinion internationale. De nombreuses arrestations eurent lieu à la suite des grèves estudiantines qui avaient commencé un mois et demi plus tôt. 
Les Frères Gao ont éprouvé le besoin de peindre une sorte de mémorial en souvenir des insurgés. Une main s’ouvre sur le décor par une plaie béante et ensanglantée qui ne va pas sans rappeler l’iconographie chrétienne de la crucifixion. Les victimes des massacres de 1989 sont présentées ici comme des martyrs sacrifiés au service de leur peuple et d’une idéologie (la démocratie). Dans le ciel, des nuages à formes humaines survolent la place comme si des revenants hantaient ce lieu en attendant de trouver la paix. Au loin, dans le creux d’une main, apparaît l’entrée de la Cité interdite, rouge sur un sol jaune, couleur de l’Empereur.

### Photographies et reconnaissance internationale
Série Sense of Space
La série Sense of Space met en scène les deux frères et d’autres modèles anonymes, nus, enfermés dans des boîtes intitulées entre autres Prière, Attente, Anxiété et Douleur. Les corps contorsionnés tentent d’entrer dans des cases trop petites pour eux. Certaines photographies présentent des corps d’hommes nus de même gabarit, rendant chacun des modèles plus anonyme encore. Les images finales donnent l’impression qu’un même individu se duplique et se retrouve dans l’ensemble de la composition.

### Performances
À partir de 2000The Hug :
Depuis environ dix ans, les Frères Gao organisent des performances autour de l’idée du Hug, une étreinte en couple de quinze minutes puis une étreinte collective de 5 minutes, certains modèles étant habillés et d’autres nus. Près de 150 bénévoles étrangers les uns aux autres s’enlacent lors de rendez-vous qui s’organisent ainsi depuis une dizaine d’années.